# 1906년 중간 올림픽 육상 남자 1500m 경보
1906년 중간 올림픽 육상 남자 1500m 경보는 그리스 아테네에서 개최된 1906년 중간 올림픽 육상의 세부 종목이다. 6개국에서 9명의 선수가 참가하였다.

## 경기장
| 도시   | 경기장              | 원어명             | 로마자               | 비고    |
| ------ | ------------------- | ------------------ | -------------------- | ------- |
| 아테네 | 파나티나이코 경기장 | Παναθηναϊκό στάδιο | Panathinaiko Stadium | 전 경기 |

## 경기 결과
| 순위 | 선수                          | 기록   | 비고 |
| ---- | ----------------------------- | ------ | ---- |
| 1    | 조지 본허그 (USA)             | 7:12.6 |      |
| 2    | 도널드 린던 (CAN)             | 7:19.8 |      |
| 3    | 콘스탄틴 스페트시오티스 (GRE) | 7:22.0 |      |
| 4    | 게오르기오스 사리다키스 (GRE) | 불명   |      |
| 5    | 카릴라오스 바실라코스 (GRE)   | 불명   |      |
| 6    | 알렉산드로스 쿠리스 (GRE)     | 불명   |      |
| 7    | 스턴티치 괴르지 (HUN)         | 불명   |      |
| -    | 로버트 윌킨슨 (GBR)           | DSQ    | 실격 |
| -    | 외겐 스피에글러 (AUT)         | DSQ    | 실격 |

## 메달리스트
| 금                 | 은                   | 동                               |
| 조지 본허그 · 미국 | 도널드 린던 · 캐나다 | 콘스탄틴 스페트시오티스 · 그리스 |

## 참고 자료
- (영어) “Athletics at the 1906 Athina Summer Games: Men's 1,500 metres Walk”. sports-reference.com. 2016년 3월 4일에 원본 문서에서 보존된 문서. 2010년 12월 22일에 확인함.
- (영어) De Wael, Herman. “Herman's Full Olympians: "Athletics 1906".”. 2016년 3월 5일에 원본 문서에서 보존된 문서. 2018년 11월 28일에 확인함.